# Vroni Straub-Müller

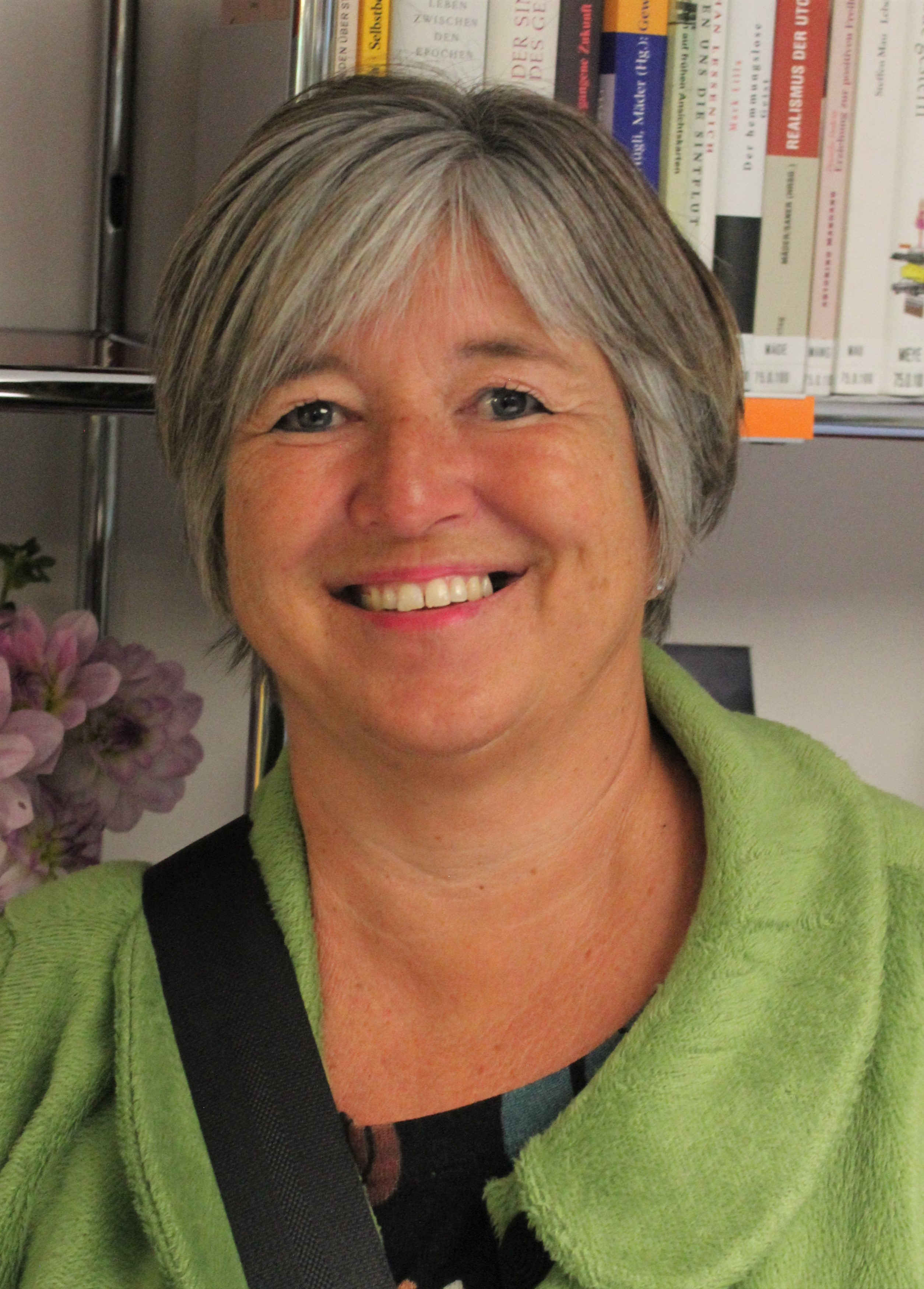
Vroni Straub-Müller (2020)

Vroni Straub-Müller (* 1963) ist eine Schweizer Politikerin (CSP). Seit 2010 ist sie als Stadträtin in der Regierung der Stadt Zug.
Sie steht dem Bildungsdepartement vor und amtet als Vizepräsidentin des Stadtrats Zug. Vor ihrer Wahl in den Stadtrat 2010 war die gelernte Hebamme von 2006 bis 2010 im Stadtzuger Parlament. Von 2006 bis 2019 politisierte Straub-Müller zudem im Zuger Kantonsrat. Dort präsidierte sie von 2011 bis 2018 die Kommission Gesundheit und Soziales. Als Kommissionspräsidentin begleitete sie unter anderem Gesetzesänderungen wie die Grundlagen für den Aufbau einer psychiatrischen Tagesklinik. Als Schulpräsidentin der Stadt Zug setzte sie die Einführung einer Integrationsklasse für Primarschüler aus dem Asylbereich um.
Vroni Straub-Müller ist verheiratet und hat einen Sohn. Ihr Vater war früher Zuger Stadtschreiber.